# Бондаренко, Олег Вячеславович
Оле́г Вячесла́вович Бондаре́нко (14 мая 1966 — 1 декабря 2001) — майор Вооружённых Сил Российской Федерации, участник двух чеченских войн, Герой Российской Федерации (2002).

## Биография
Олег Бондаренко родился 14 мая 1966 года в городе Ипатово Ставропольского края. Окончил среднюю школу. В 1983—1987 годах учился в Сызранском высшем военном авиационном училище лётчиков. Офицерскую службу начал в Средне-Азиатском военном округе в должности помощника командира вертолёта Ми-6, с 1993 года — в 325-м отдельном вертолётном полку Северо-Кавказского военного округа. Командовал экипажем вертолёта «Ми-26», затем вертолётным звеном.
Участвовал в первой и второй чеченских войнах. Совершил несколько сотен боевых вылетов на доставку боеприпасов, снаряжения, эвакуацию раненых. 1 декабря 2001 года Бондаренко перевозил группу военнослужащих и военное имущество с аэродрома Ханкала на аэродром Прохладный. Из-за обледенения в полёте отказал левый двигатель. Бондаренко пытался произвести снижение, но на высоте около 300 метров отказал и правый двигатель. Вертолёт начал падать на здание школы в станице Стодеревская. Бондаренко уменьшил вертикальную скорость, что позволило избежать жертв среди находившихся в школе. Вертолёт упал возле школьного двора. Бондаренко погиб от удара лопастями винта по кабине. Выжить благодаря его действиям удалось 16 пассажирам вертолёта. Похоронен на родине.
Указом Президента Российской Федерации от 29 июля 2002 года за «мужество и героизм, проявленные при выполнении воинского долга» майор Олег Бондаренко посмертно был удостоен высокого звания Героя Российской Федерации. Также был награждён орденом «За военные заслуги» и рядом медалей.